# اندرو کیگان
اندرو کیگان (انگلیسی: Andrew Keegan؛ زادهٔ ۲۹ ژانویهٔ ۱۹۷۹) هنرپیشه اهل ایالات متحده آمریکا است. وی از سال ۱۹۹۱ میلادی تاکنون مشغول فعالیت بوده‌است.
از فیلم‌های او می‌توان به عشق، عروسی، ازدواج و کمپ ناکجاآباد اشاره کرد.